# Islamul în Albania

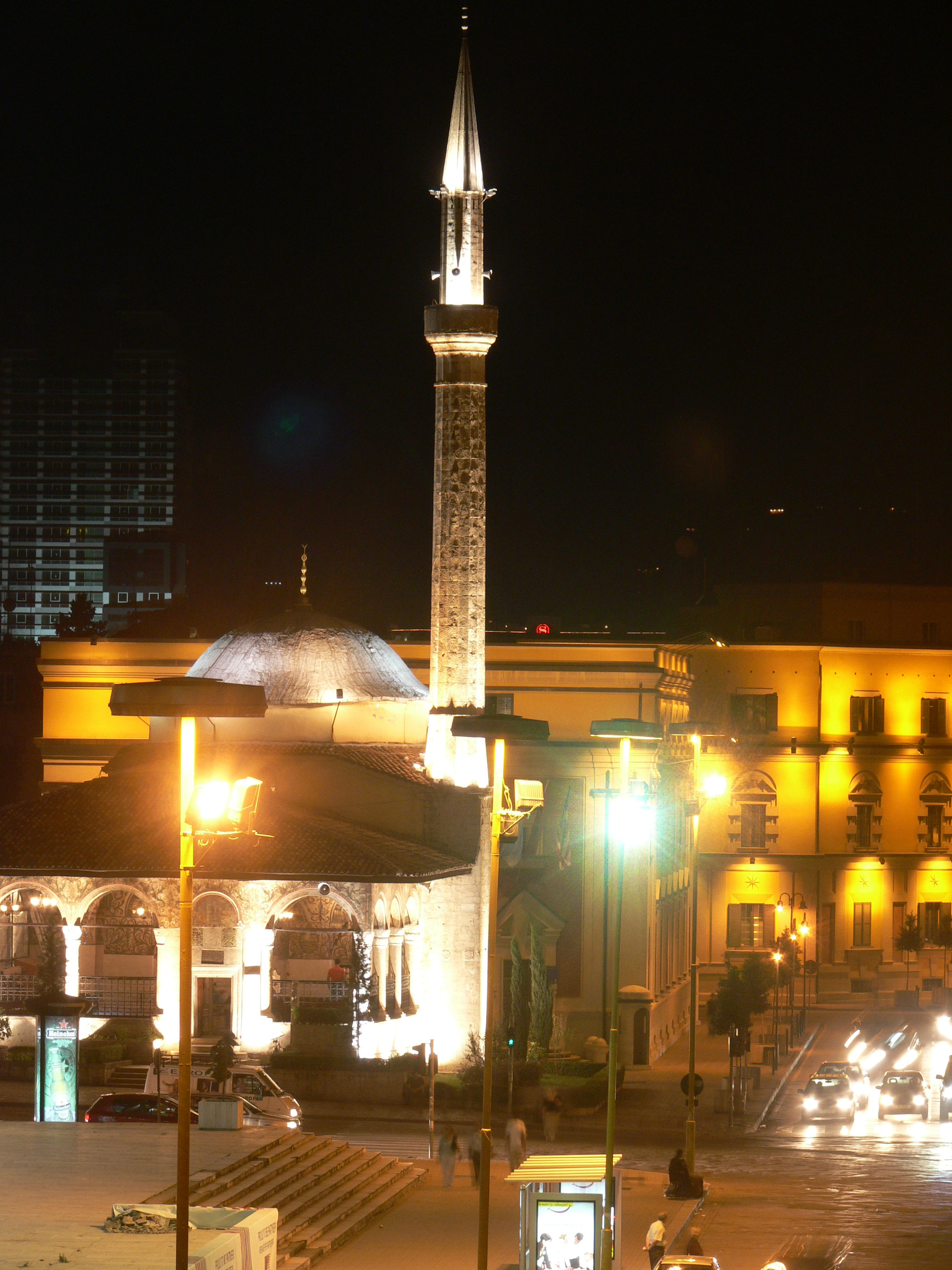
Et'hem Bey Mosque, una din cele mai vechi moschei din Tirana.

Încă din perioada interbelică, Albania se caracteriza printr-o criză economică și identitară în contextul în care exista o preocupare pentru construirea unei națiuni-stat și un conflict puternic cu Italia. Din punct de vedere religios, existau mișcări secularizante în toată Europa, din care Albania făcea parte formal. În aceste condiții, se impunea ca Albania sa-și afirme suveranitatea ca un stat european modern prin toate mijloacele, iar islamul trebuia adaptat acestei nevoi primare. În acest scop, s-a impus o reformă religioasă controlată atent de către stat, care a fost atât îmbrățișată, cât și întâmpinată cu opoziție. Timpul a demonstrat că prima atitudine a garantat succesul propagării, iar mișcarea Bektashiyya este prin excelență exemplul în acest sens.

## O situație aparte: caracterul multiconfesional
Clayer consideră că eforturile de reformare și modernizare ale Albaniei au un caracter special datorită caracterului multiconfesional al țării. Deși nu există un recensământ clar datorită opoziției anumitor grupuri minoritare ce nu voiau sa-și piardă drepturile, Clayer estimează următoarele:
De la crearea ei în 1913, Albania a fost o țară cu majoritate musulmană. Aproximativ 70% din 	populația de pe pământurile incluse în frontierele noului stat era musulmană. În timp ce musulmanii erau împrăștiați pe tot cuprinsul țării, catolicii (în jur de 10%  din populație) erau concentrați în partea nord-vestică și creștin-ortodocșii (aproximativ 20%) în partea de sud a țării. Printre cei care urmau islamul, un număr mare erau adepți ai unor frății mistice. Una dintre ele, ordinul Bektashi de derviși, tindea să devină un grup religios separat de la începutul anilor 1920 	datorită doctrinei sale puternic heterodoxe, datorită rolului special pe care l-a jucat în naționalismul albanez și datorită numărului important de adepți – mai ales în sudul și centrul 	Albaniei .

### Poziția diferitelor confesiuni față de reformă
Clayer vorbește despre vehicularea, într-o primă fază, a unor termeni ca “progres”, “civilizație”, “cultură”, “Vest”, “Est”, “străini”. În această primă etapă au fost mai multe mișcări opuse ce au propus direcții diferite pentru islamul. În primul rând, Hafiz Ali și un grup de conducători religioși ai comunității islamice promovau întoarcerea la religia adevărată, “religia care prevala când civilizația musulmană își atinsese culmea, cu surse de cunoaștere faimoase, notabile fiind madrasāt din Bagdad și Andaluzia.”
Scopul lor era să demonstreze ca această religie nu excludea progresul. Mai mult decât atât, în opinia lor, revenirea la un Islam adevărat este cea care ar favoriza progresul și constituirea unei civilizații, în timp ce adaptarea la Europa ar îngreuna acest proces pentru că civilizația europeană nu este o civilizație în adevăratul sens al cuvântului ci strict în sensul tehnic. De asemenea, în Europa nu există un spirit comun de vreme ce există, de fapt, mai multe civilizații ce corespund unor țări diferite.
Pentru Hafiz și ideologia sa, islamul în sine nu trebuia schimbat. „Era o religie modernă și sănătoasă, adaptată științei, progresului și civilizației. Dacă musulmanii nu erau într-o poziție bună, era din cauză că nu erau buni musulmani” . Pentru a-i aduce înapoi pe musulmani la religie, soluția găsită de susținătorii lui Hafiz era reformarea educației pentru a  păstra tinerii aproape de invățătura religioasă musulmană și pentru a-i împiedica să fie nevoiți să plece la studii in vest. Astfel s-au făcut două madrasāt in Tirana și Shkodra și s-au intensificat eforturile de traducere și publicare de către comunitatea religioasă. 
Această direcție a fost contestată de doua altele: în primul rând, erau tineri care respingeau islamul asociat cu dominația otomană și propuneau ceea ce Clayer numește “o combinație de Albanism și Vest”, vocea lor cea mai puternică fiind Safet Butka . Pe de altă parte, Baba Ali Tomori, un lider al mișcării Bektash, propune reformarea credinței islamice pentru ca aceasta să supraviețuiască în Europa.
(…)soluția, pentru el, era promovarea versiunii Bektashi, non-sunită a islamului (într-un fel 	asimilată șiismului, dar cu o componentă mistică) , soluție luată în considerare de niște 	observatori străini încă din secolul XIX (observatori ca Dora d’Istria și Margaret Hasluck). Într-adevăr, pentru Baba Tomori era necesară întoarcerea la islamul original al Profetului, pe care o prezenta ca un islam liberal, democratic si perfect.
Soluția propusă de el era ca arabii și persanii să fie reuniți împreună sub credința în Imam Jaʿfar al-Sādiq, promovarea filosofiei lui Ibn Arabi, reformarea și adaptarea unei forme de islam mistic de factură șiită sub reformele secularizante ale lui Atatürk , însă nu spune mai multe despre realizarea celei din urmă care poate fi o contradicție în sine.
Un alt intelectual musulman ce susține islamul de tip mistic promovat de mișcarea Bektashiyya ca o soluție la “reformele religioase necesare pentru a integra Albanezii în randul ‘popoarelor europene’” este Mehdi Frashëri, care făcea parte din aministrația secularizantă  Tipul de reforme promovate de el priveau, printre altele, poziția femeii, susținând interzicerea vălului, accesul la sursele Islamice fără intermediarul vreunei autorități și schimbarea modului în care avea loc rugăciunea. El susținea totodată formarea de consilii islamice alcătuite din persoane educate, doctori, avocați etc., cel puțin pâna la venirea noii generații de tineri instruiți religios atât în țară, cât și în străinătate, mai bine pregătiți decât autoritățile religioase actuale care nu avuseseră decât o pregătire strict islamică și, deci, erau incapabili să adapteze religia la noile cerințe. În acest scop el propunea schimbarea sistemului de învățământ, desființarea tuturor madrasāt și construirea a două colegii în țară, ai căror studenți buni să fie trimiși în Vest să studieze.  
Inițiativele lui Mehdi Frashëri nu au rămas fără replică. Ismet Dibra, care făcea parte din ٬ulama’ madrasei din Tirana le critica, susținând că igtihād-ul și reformele ar trebui să se desfășoare conform legii šarīa, fiind imposibil pentru el, să se reformeze modul în care are loc rugăciunea. El era de acord că trebuia o adaptare la vest, dar o înțelegea ca adoptarea “tuturor științelor care sunt fructul progresului” , susținând că Islamul în sine nu împiedica progresul și, deci, nu trebuia reformat. De asemenea, el și alți ٬ulama’ respingeau acuzațiile aduse nivelului de pregătire al celor din fruntea comunităților religioase. 

### Stat și religie
În 1929, s-a implementat un nou cod civil și un consiliu musulman s-a reunit la Tirana, oficial sub conducerea instituțiilor religioase, dar controlat, de fapt, de guvern. S-au închis toate madrasāt regionale, deschizându-se una cu caracter  general în Tirana. Instituțiilor islamice li s-a permis să păstreze doar moscheile absolut necesare. În fruntea lor a fost pus Behxhet Shapati, de profesie avocat, ce nu apaținea comunității ٬ulama. De asemenea, s-a interzis purtarea vălului și a început procesul de a stabili asociații culturale. De asemenea, au existat constrângeri constante împuse de guvernul albanez ca educația religioasă să fie controlată și raționalizată. “În lumea arabă, presa era principalul canal de expresie a tendințelor reformiste și naționaliste. Cât despre Albania, statul se declarase fără religie oficială. Totuși, în spatele acestei separări oficiale a bisericii și statului, (ca în Turcia), statul exercita un control apropiat asupra problemelor religioase.” 
Guvernul a acordat independența mișcării Bektashiyya în același an (1929), prin acordarea statutului de autonomie față de comunitatea islamică. În acest sens, Clayer consideră că gestul a venit ca o reacție la presiunile deputaților parlamentari musulmani  Chiar dacă nu era o independență totală, mișcarea fiind folosită in continuare ca un instrument de către puterea politică, a fost prima victorie notabilă înregistrată de ordin în lupta ca islamul de tip Bektashiyya să ajunga să fie asociat cu Albania.
Jocul dintre politic, religios și sfera publică este cel mai vizibil în problema interzicerii vălului, situație inițiată de stat, susținută de anumiți tineri intelectuali și de care sfera publică nu a ținut cont. Deși ar putea fi considerat un caz în care politicul a dat greș în a impune o direcție, este interesant de observat cum sfera religioasă, deși s-a opus la început, a ajuns să se alinieze cu susținătorii inițiativei pentru a fi “în linie” cu tendința oficială. 
Pentru a atrage populația, autoritățile politice au încercat să folosească ierarhiile religioase – care	fuseseră reorganizate și naționalizate, în cazul musulmanilor sunni, a mișcării Bektashiyya și al ortodocșilor. Și populația - pentru care religia, familia și identitățile regionale rămâneau	primordiale, în comparație cu o identitate națională mai degrabă slabă – considerau puterea 	politică în funcție de apartenența lor socio-religioasă 
Astfel, se poate spune că a existat o competiție între diversele confesiuni religioase pentru popularitate, dar si una între religie și stat, comunitatea islamică încercând să păstreze controlul invocând dreptul său de decizie conform Sharīa, iar statul încercând să aducă o separare a religiei si dreptului de decizie juridică. Între acestea două, mișcarea Bektashi a ales să promoveze o religie cât mai modernă, fiind în general de acord cu reformele propuse de stat care, de altfel, nu faceau decât să slabească direct competiția reprezentată de comunitatea sunită. Astfel, Bektashiyya a primit sistematic din ce în ce mai multă recunoaștere și autonomie din partea statului. 

### Studiu de caz: vălul
În perioada 1935-1937, o dată cu reformele aduse de noul cod civil, s-a impus problema statutului femeii și situația vălului. Tineri jurnaliști și intelectuali erau de acord cu Mehdi Frashëri atunci când acesta susținea interzicerea vălului, pentru că era un simbol al otomanismului, al stagnării al Estului, nepotrivit pentru o țară europeană. Studenții albanezi din Lahore au explicat, de asemenea, că vălul era un obstacol în educația femeilor. Comunitatea Islamică a replicat subliniind statutul înalt al femeii în religia islamică, denunțând lipsa de credință a studenților, mai ales a celor plecați la studii în străinătate și faptul că persoanele fără calificare religioasă nu puteau avea o părere legitimă în această situație. 
În 1937, autoritățile au propus, din nou, o lege care să interzică vălul. Clayton consideră că justificarea acestora de a se fi bazat, în decizia lor, pe inițiativa a doi mufti și a conducătorului comunității islamice nu are neapărat o bază reală.
Acesta (conducătorul comunității islamice) a emis o fatwa (opinie legală), certificând că nu este 	haram (interzis de religie) ca o femeie să-și arate fața. Opt zile mai târziu, parlamentul a aprobat o 	lege ce interzicea acoperirea feței. Acest lucru a obligat liderii comunității islamice să justifice 	ridicarea vălului și să se alăture, într-un fel, argumentelor aduse de tinerii studenți musulmani din 	Lahore. Totuși, interdicția nu a fost, din nou, implementată  strict, de frica reacțiilor populare. 	

## Soluțiile propuse pentru reformă: cazul mișcării Bektashiyya
Ascensiunea rapidă în topul popularității a mișcării Bektashiyya se explică prin capacitatea inepuizabilă a acestei mișcări de a se adapta, în primul rând, și, în al doilea rând, datorită promovării de care a beneficiat din partea mediului intelectual, cu nume ca Mehdi Frashëri. “Promovarea Bektashismului de către anumiți intelectuali, atât din interiorul ordinului Bektash, cât și străini, ca o formă liberală și non fundamentalistă a Islamului este 	prezentă în dezbateri” 

### Felul în care a fost promovată mișcarea
Dupa reformele din 1929, Mehdi Frashëri, care promova un radicalism și mai accentuat decât cel hotărât de guvern, era de părere că era nevoie de secularizarea instituțiilor islamice, de îmbunătățirea statutului femeii și de promovarea unui islam mistic reformat de influență Bektashiyya. Este poate, imposibil de determinat dacă Frashëri a avut un impact atât de mare asupra sferei politice sau interesele pur și simplu au coincis, însă reformele radicale propuse de el și adoptate de guvern au propulsat mișcarea Bektashiyya pe scena albaneză ca soluția religioasă la criza statului, fapt ce a constituit un factor important în impunerea mișcării ca una naționalist-albaneză.
În afară de reformele promovate de Mehdi Frashëri și adoptate de stat, un rol important în promovarea Bektashiyya l-a avut subminarea autorității islamice din timpul perioadei interbelice și a celei comuniste. Aceasta se explică prin faptul că, în perioada interbelică, mișcarea Bektashiyya a avut interese comune cu cele ale statului în timp ce comunitatea islamică a fost mai degrabă un detractor al acestora. În timpul perioadei comuniste, când s-a încercat o “ateizare” a populației, mișcarea Bektashiyya a rezistat datorită faptului că “elita comunistă venea, în principal, din sudul țării, predominant ortodox sau Bektashi” 
Mișcarea Bektashiyya a obținut chiar o independență de facto de la sfârșitul secolului 19, după cum consideră Clayer. Acest fapt a avut drept consecință reducerea influenței comunității islamice strans legată de islamul de factură sunna. 

### Tipul de islam promovat. Transformare permanentă
Mai ales după 1990 se vorbește despre islamul de tip Bektashiyya ca despre un “pod între islam și creștinism” sau o “religie albaneză”. De asemenea, în timpul lui Baba Reshat Bardhi, liderul comunității Bektashiyya după 1990 exista tendința de a promova Bektashiyya ca o versiune de islam “non-fundamentalistă” și “non-politică”, ceea ce era considerat drept opusul islamului sunnit despre care se credea că ar avea o dimensiune fundamentalistă. 
De asemenea, exista o tendință de a face din Bektashism o “gândire progresistă”, “un simbol de 	serviciu spiritual cu un suflet nobil, întors către popor, pentru liniște spirituală, pace între oameni, 	fraternitate și bunătate”, “o cale de legătură între islam și creștinism, un produs național sau pur și 	simplu un canal al albanismului” 
Din dorința de a promova Bektashiyya ca un “fenomen mondial” cu centrul în Albania, comunitatea din această țară a stabilit legături cu Institutul Ḥājī Baktāš Walī al Universității din Ankara, grupări de orientare șiită ca fundația Saadi Shirazi de natură iraniană din Tirana sau Organizația Mondială Ahl al-bayt ce are ramificații in zona balcanică și Europa. Pentru acest scop, se promovează ideea că Bektashiyya este asociată cu “Ahl al-bayt” (Popoarele casei, subînțelegandu-se casa Profetului). Clayton consideră că succesul pe care rețelele șiite îl au în promovarea frățiilor mistice este datorat “politicilor de răspândire de succes pe care le au aceste grupări șiite”, un aspect important pe care gruparea Bektashiyya l-a folosit în favoarea sa. Astfel, se întelege grija pe care gruparea o arborează pentru a se diferenția de islamul de tip sunnit și de a denunța în mod constant abuzurile pe care i le atribuie. 
O caracteristică importantă a ordinului Bektashiyya din Albania este capacitatea sa de transformare. Astfel, la cel de-al 7-lea congres Bektashiyya de la Tirana din 2000, ordinul declară că dorește să se reinventeze încă o dată prin promovarea unei doctrine noi ce oferă prioritate organizării de sesiuni științifice, culturale și istorice prin alaturarea de componente științifice ceremoniilor tradiționale, în timpul cărora să se dezvolte o “argumentare umană, precisă și științifică” 
În ceea ce privește cultura Bektashi, se pune un accent foarte puternic asupra intelectualui Naim Frashëri si a rolului pe care l-au avut temele naționaliste introduse de acesta în broșura sa despre mișcare și alte lucrări publicate de el. Promovarea sa la titlul de “baba onorific”, ca și faptul că este denumit fondatorul “Bektashismului albanez” sunt mișcări strategice de a promova Bektashiyya ca reprezentativă pentru cultura albaneză. Despre “Ochiul al treilea”, o carte dedicată lui Frashëri s-au scris următoarele: “Naim Frashëri, ca un apostol al Bektashiyya a căutat ceea ce se numește a treia cale; aceasta înseamnă o credință care ar uni cele două mari credințe ale albanezilor și ar putea accepta creștinismul și islamul, astfel încât, ca o ideologie sincronizată, întărește albanismul”.